# William Thornton
William Edgar Thornton (14. dubna 1929 Faison, Severní Karolína, USA – 11. ledna 2021), byl americký kosmonaut z programu Skylab a letů s raketoplány.

## Život

### Mládí a výcvik
Po základní a střední škole vystudoval univerzitu v Severní Karolíně (University of North Carolina ) a v roce 1952 zde získal titul inženýra fyziky. Pokračoval ve studiu dál a roku 1963 zde obhájil doktorát medicíny. Poté sloužil v americké armádě u letectva a odtud se dostal 2. srpna 1967 do šesté skupiny kosmonautů. Byl jmenován do podpůrných posádek letů Skylab 2, Skylab 3 a Skylab 4. Po ukončení tohoto programu se přeškolil na raketoplány. Oženil se (manželka Jennifer, rozená Fowlerová), měli dvě děti.

### Lety do vesmíru
Koncem léta roku 1983 se stal 127 kosmonautem Země, když na palubě raketoplánu Challenger odstartoval k misi STS-8 na oběžnou dráhu naší planety. Šestidenního letu se zúčastnila tato pětičlenná posádka: velitel Richard Truly, dále pak Daniel Brandenstein, Guion Bluford, Dale Gardner a William Thornton. Startovali z Kennedyho vesmírného střediska na mysu Canaveral a přistání bylo na žádost armády na základně Edwards v Kalifornii v noci kvůli plánovaným vojenským expedicím. V noci také vypustili indickou telekomunikační družici Instat 1B.
Podruhé letěl za necelé dva roky ve stejném raketoplánu k sedmidennímu letu STS-51-B. Velitelem letu byl plk. Robert Overmyer, pilot plk. Frederick Gregory, dalšími v posádce byli dr. William Thornton , dr. Norman Thagard , dr. Don Lind, dr. Lodewijk van den Berg a dr. Taylor Wang. Na oběžnou dráhu sebou vynesli laboratoř Spacelab 3 a několik zvířátek. Start i přistání byly shodné, jako v předešlém letu.
- STS-8, Challenger (30. srpna 1983 – 5. září 1983)
- STS-51-B, Challenger (29. dubna 1985 – 6. května 1985)

### Po skončení letů
Z týmu kosmonautů NASA odešel 3. května 1994 ve svých 65 letech. Učil pak na texaské univerzitě (University of Texas) v Galvestonu budoucí lékaře, což ostatně zde i na jiných školách dělal s přestávkami i během své kosmonautické kariéry.